# 船越義豪
船越 義豪（ふなこし ぎごう、1906年10月21日 - 1945年11月24日）は、日本の空手家である。空手道場・松濤館を設立したほか、天才・革命児と言われた。

## 幼少期
琉球王国（現：沖縄県）に三男として生まれ、7歳で結核と診断された。幼少期は病弱で、12歳のとき健康のために空手道を始めた。父・船越義珍は、よく糸洲安恒の稽古に連れて行ったという。17歳のときに父とともに上京し、後に文部省の体育医事相談所で診療放射線技師となった。

## 経歴
各大学の空手部の師範代を努めていた下田武先生亡き後、師範代となり各大学の空手部の指導に当たった。船越義珍は、護身術としての空手から現代武道に発展させたが、息子である義豪は日本の空手道と沖縄の郷土芸能を決定的に分ける空手道の技術を開発し始め、1936年から1945年にかけて中山博道のもとで近代剣道や居合道を学んだ。1939年（昭和1４年）7月、大日本武徳会から父、船越義珍とともに空手術錬士の称号を授与される。義豪の空手道発展の取り組みは後に松濤館のスタイルを形成した。